# Caryanda neoelegans
Espèce
Synonymes
- Caryanda elegans Bolívar, 1918
- Caryanda guangxiensis (Zheng & Ren, 2007)

Caryanda neoelegans est une espèce d'insectes orthoptères, de la famille des Acrididae, de la sous-famille des Oxyinae et de la tribu des Oxyini.
Elle est trouvée en Indochine et dans l'est de la Chine.